# Vejle Sydkredsen
Vejle Sydkredsen er fra 2007 en opstillingskreds i Sydjyllands Storkreds, dækkende den sydlige del af Vejle Kommune. I 1920-2006 indgik området i andre opstillingskredse i Vejle Amtskreds.
Kredsen dækker den sydlige Vejle by, den tidligere Børkop Kommune og dele af den tidligere Egtved Kommune.

## Folketingskandidater pr. 25/11-2018

### Valgkredsens kandidater for de pr. november 2018 opstillingsberettigede partier
| Liste | Parti                       | Kandidat | Bemærk                                                            |
| ----- | --------------------------- | --- | ----------------------------------------------------------------- |
| A     | Socialdemokratiet           | Birgitte Vind |                                                                   |
| B     | Radikale Venstre            | |                                                                   |
| C     | Det Konservative Folkeparti | Dan Arnløv Jørgensen |                                                                   |
| D     | Nye Borgerlige              | |                                                                   |
| F     | Socialistisk Folkeparti     | |                                                                   |
| I     | Liberal Alliance            | |                                                                   |
| O     | Dansk Folkeparti            | Kenneth Fredslund Petersen |                                                                   |
| V     | Venstre                     | Lene Ravn Rasmussen |                                                                   |
| Ø     | Enhedslisten                | Flemming Leer Jakobsen |                                                                   |
| Å     | Alternativet                | Karin Rohr Genz, Søren Haastrup, Rune Ranaivo Bjerremand, Edvard Korsbæk, Tina Brixen, Ditte Madvig Evald, Jens-Peter Mantorp Broberg, Bjarne Aasø, Stefan Struck Kronborg, Mette Bram | Er opstillet i samtlige opstillingskredse i Sydjyllands Storkreds |